# Bernd Witte
Bernd Witte (* 20. März 1942 in Idar-Oberstein; † 1. April 2022 in Bonn) war ein deutscher Germanist und Literaturwissenschaftler. Er hatte von 1994 bis 2010 den Lehrstuhl für Neuere Deutsche Literaturwissenschaft an der Heinrich-Heine-Universität Düsseldorf inne.

## Leben
Nach dem Studium der Germanistik, Gräzistik und Philosophie in Münster, Tübingen und Paris promovierte Witte 1966 in Münster mit Interpretationen zu Platons Charmides in Gräzistik. Danach war er von 1967 bis 1972 Lektor, später maître-assistant an der Universität von Paris (Sorbonne). Mit Untersuchungen zu Walter Benjamins Frühwerk habilitierte sich Witte 1976 an der RWTH Aachen. Dort lehrte er anschließend als Privatdozent, bevor er 1980 zum Professor ernannt wurde. Ab 1994 hatte er den Lehrstuhl für Neuere Deutsche Literaturwissenschaft an der Heinrich-Heine-Universität Düsseldorf inne und war dort von 2002 bis 2006 Dekan der Philosophischen Fakultät. 2010 wurde er emeritiert.